# Anime News Network
Anime News Network (ANN) is een anime-industrie-website met informatie over de status van anime, manga, J-pop en andere aan Otaku-gerelateerde onderwerpen in Noord-Amerika, Australië en Japan. De website biedt recensies en andere bijdragen van lezers, forums voor discussies en een encyclopedie met informatie over de meeste anime en manga.
De site is vandaag de dag een van de grootste Engelstalige internetbronnen voor nieuws en informatie over anime en manga. De site beheert het tijdschrift Protoculture Addicts.

## Geschiedenis
Anime News Network werd opgericht door Justin Sevakis in juli 1998. In mei 2000 kwam de huidige redacteur Christopher Macdonald bij de site. Hij verving Isaac Alexander.
In de herfst van 2004 werd de staf van ANN formeel betrokken bij het animetijdschrift Protoculture Addicts. Het tijdschrift begon in januari 2005 te publiceren onder ANN's redactie.
In januari 2007 werd een aparte versie van de site opgericht voor Australische lezers. In februari 2008 werd Anime News Network tweede in de top 25 van beste animesites uit 2007.